# Theodor Josef Seifert

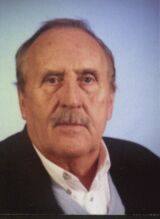
Theodor Josef Seifert (2005)

Theodor Josef Seifert (* 29. September 1932 in Bochum; † 6. Dezember 2007 in Cloppenburg) war ein deutscher Architekt.

## Leben
Seifert wurde als Sohn der Eheleute Berta und Theodor Seifert geboren. Sein Abitur erlangte er 1953. Zuvor hatte er zweieinhalb Jahre Baupraxis. 1953 bis 1958 absolvierte Seifert ein Studium der Architektur an der Technischen Hochschule Darmstadt. Vor dem Diplom erhielt er den 1. Preis bei einem Wettbewerb zur Entwicklung von Vorstellungen zeitgemäßer Wohnformen, und anschließend einen Forschungsauftrag der BM Bau. Seifert wurde Hilfsassistent bei Ernst Neufert. Er war anschließend freier Mitarbeiter in mehreren Architekturbüros und unternahm Studienreisen nach Russland und Skandinavien.
Seifert schloss sein Studium 1958 mit dem Grad Diplom-Ingenieur ab. Danach wirkte Seifert ab 1959 freiberuflich als Architekt in Darmstadt. Beim Wettbewerb für das Stadtzentrum von Lappeenranta (Finnland) erhielt er den 2. Preis. Er beteiligte sich an der Entwicklung von Montagehäusern aus Stahl und Kunststoff zusammen mit den Architekten Manfred Georg und Gerd Heid.
1961 erhielt er den 2. Preis beim Wettbewerb für das Rathaus der Stadt Darmstadt und 1975 den 1. Preis beim Wettbewerb Landtag Nordrhein-Westfalen für den Entwurf des Essener Rathauses.
1975 bis 1977 gestaltete er das Luisencenter auf dem Luisenplatz (Darmstadt). Verantwortlich war er auch für die architektonische Gestaltung der Untertunnelung der Wilhelminenstraße, die sich positiv auf die Verkehrsführung im Zentrum der Innenstadt auswirkte.

## Das Unternehmen Seifert Planung

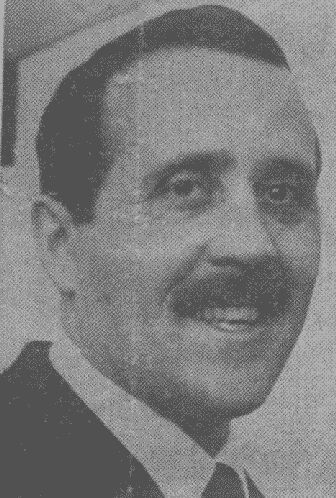
Theodor Josef Seifert (1958)

1958 gründete Seifert das Architekturbüro Seifert Planung.
Seit dieser Zeit wurden einige hundert Projekte geplant und ausgeführt, von denen 30 mit Preisen ausgezeichnet wurden. Seifert Planung erbrachte seither Planungs-, Beratungs-, Überwachungs- und Projektsteuerungsleistungen auf allen Gebieten des Hoch-, Innen- und Städtebaus sowie der Orts-, Regional- und Landesplanung.
Folgende Segmente der Bauplanung und Durchführung oblagen der Seifert Planung:
- Büro- und Verwaltungsgebäude, Öffentliche Gebäude
- Gewerbliche Bauten (Warenhäuser, Einkaufszentren, Hotels etc)
- Industrie- und Verkehrsbauten
- Städtebauliche Planungen
- Wohnungsbau
- Schulen- und Industriebauten
- Bauten des Gesundheitswesens

Die Seifert Planung erbrachte folgende Grundleistungen des Leistungsverzeichnisses:
- Grundlagenermittlung
- Vor-, Entwurfs-, Genehmigungs- und Ausführungsplanung
- Ausschreibung und Vergabe
- Bauüberwachung
- Objektbetreuung nach Nutzungsbeginn

Seifert plante und baute in den 1990er Jahren unter anderem das Müllheizkraftwerk Darmstadt und sanierte in den 2000er Jahren die Hackeschen Höfe in Berlin.